# Vaahteraliiga 2013
La Vaahteraliiga 2013 è stata la 34ª edizione del campionato finlandese di football americano di primo livello, organizzato dalla SAJL.

## Squadre partecipanti
| Club                 | Città     | Stadio | Sponsor ufficiale | Risultato nella stagione 2012 |
| -------------------- | --------- | ------ | ----------------- | ----------------------------- |
| Helsinki 69ers       | Helsinki  |        |                   |                               |
| Helsinki Roosters    | Helsinki  |        |                   |                               |
| Helsinki Wolverines  | Helsinki  |        |                   |                               |
| Kouvola Indians      | Kouvola   |        |                   |                               |
| Porvoon Butchers     | Porvoo    |        |                   |                               |
| Seinäjoki Crocodiles | Seinäjoki |        |                   |                               |
| Vantaan TAFT         | Vantaa    |        |                   |                               |

## Stagione regolare

### Calendario

#### 1ª giornata
| Helsinki 19 maggio 2013, ore 18:00 | Helsinki Roosters                                    | 48 – 10 (14-3 7-7 7-0 20-0) referto | Helsinki Wolverines | Velodromo di Helsinki (325 spett.)\| Arbitri: \| Hautala Immonen J. Riihijarvi A. Kivikataja Lehtinen \| |
| Arbitri:                           | Hautala Immonen J. Riihijarvi A. Kivikataja Lehtinen |                                     |                     | |

#### 2ª giornata
| Vantaa 25 maggio 2013, ore 15:00 | Vantaan TAFT                                    | 41 – 14 (7-0 14-7 7-7 13-0) referto | Helsinki 69ers | Myyrmäen jalkapallostadion (342 spett.)\| Arbitri: \| Lehtinen Kalliokoski Sipi O. Tikkanen J. Vainio \| |
| Arbitri:                         | Lehtinen Kalliokoski Sipi O. Tikkanen J. Vainio |                                     |                | |

| Porvoo 25 maggio 2013, ore 16:00 | Porvoon Butchers                                       | 51 – 35 (7-0 12-0 18-6 14-29) referto | Seinäjoki Crocodiles | Porvoon Keskuskenttä (358 spett.)\| Arbitri: \| Hautala Immonen A. Kivikataja J. Riihijarvi Mäkäräinen \| |
| Arbitri:                         | Hautala Immonen A. Kivikataja J. Riihijarvi Mäkäräinen |                                       |                      | |

#### 3ª giornata
| Seinäjoki 8 giugno 2013, ore 16:30 | Seinäjoki Crocodiles                                  | 46 – 15 (12-0 6-7 13-8 15-0) referto | Helsinki 69ers | Jouppilanvuoren tekonurmi (358 spett.)\| Arbitri: \| A. Tahtinen H. Nikula K. Lahtinen J. Vainio T. Jansen \| |
| Arbitri:                           | A. Tahtinen H. Nikula K. Lahtinen J. Vainio T. Jansen |                                      |                | |

| Kouvola 9 giugno 2013, ore 18:00 | Kouvola Indians                                        | 33 – 29 (6-3 6-12 7-8 14-6) referto | Porvoon Butchers | Kuusankosken Urheilupuisto (326 spett.)\| Arbitri: \| Lamminsalo Mäkäräinen L. Lampinen A. Tallberg Lahtinen \| |
| Arbitri:                         | Lamminsalo Mäkäräinen L. Lampinen A. Tallberg Lahtinen |                                     |                  | |

| Vantaa 10 giugno 2013, ore 18:30 | Vantaan TAFT                                        | 34 – 21 (0-13 7-6 14-0 13-2) referto | Helsinki Wolverines | Tikkurilan urheilupuisto (332 spett.)\| Arbitri: \| Lamminsalo J. Korpela Sipi J. Riihijarvi Mäkäräinen \| |
| Arbitri:                         | Lamminsalo J. Korpela Sipi J. Riihijarvi Mäkäräinen |                                      |                     | |

#### 4ª giornata
| Helsinki 15 giugno 2013, ore 18:05 | Helsinki Wolverines                          | 27 – 7 (6-0 0-7 21-0 0-0) referto | Helsinki 69ers | Velodromo di Helsinki (152 spett.)\| Arbitri: \| Hautala Immonen K. Lahtinen O. Tikkanen Sipi \| |
| Arbitri:                           | Hautala Immonen K. Lahtinen O. Tikkanen Sipi |                                   |                |                                                                                                  |

| Helsinki 17 giugno 2013, ore 18:30 | Helsinki Roosters                             | 52 – 21 (14-7 21-0 17-0 0-14) referto | Kouvola Indians | Velodromo di Helsinki (302 spett.)\| Arbitri: \| Hautala Immonen A. Tallberg O. Lilja Lehtinen \| |
| Arbitri:                           | Hautala Immonen A. Tallberg O. Lilja Lehtinen |                                       |                 |                                                                                                   |

#### 5ª giornata
| Seinäjoki 29 giugno 2013, ore 16:00 | Seinäjoki Crocodiles                         | 27 – 13 (7-0 0-0 0-7 20-6) referto | Vantaan TAFT | Jouppilanvuoren tekonurmi (580 spett.)\| Arbitri: \| Hautala Immonen Lehtinen J. Vainio H. Nikula \| |
| Arbitri:                            | Hautala Immonen Lehtinen J. Vainio H. Nikula |                                    |              | |

#### 6ª giornata
| Kuusankoski 7 luglio 2013, ore 17:00 | Kouvola Indians                                           | 21 – 13 (8-7 0-0 7-0 6-6) referto | Helsinki 69ers | Kuusankosken Urheilupuisto (358 spett.)\| Arbitri: \| A. Anttila J. Korpela Kalliokoski M. Enonkoski Mäkäräinen \| |
| Arbitri:                             | A. Anttila J. Korpela Kalliokoski M. Enonkoski Mäkäräinen |                                   |                | |

| Helsinki 7 luglio 2013, ore 18:00 | Helsinki Wolverines                            | 24 – 21 (7-8 14-6 0-7 3-0) referto | Seinäjoki Crocodiles | Velodromo di Helsinki (301 spett.)\| Arbitri: \| Hautala Immonen C. Nichols J. Vainio T. Jansen \| |
| Arbitri:                          | Hautala Immonen C. Nichols J. Vainio T. Jansen |                                    |                      | |

| Helsinki 8 luglio 2013, ore 18:30 | Helsinki Roosters                                    | 52 – 28 (17-6 7-8 14-0 14-14) referto | Porvoon Butchers | Velodromo di Helsinki (415 spett.)\| Arbitri: \| Hautala Immonen O. Lilja J. Riihijarvi P. Lamminsalo \| |
| Arbitri:                          | Hautala Immonen O. Lilja J. Riihijarvi P. Lamminsalo |                                       |                  | |

#### 7ª giornata
| Helsinki 14 luglio 2013, ore 14:00 | Helsinki Wolverines                                  | 45 – 26 (7-6 17-6 7-7 14-7) referto | Kouvola Indians | Velodromo di Helsinki (257 spett.)\| Arbitri: \| Lehtinen A. Tallberg Kalliokoski O. Lilja Mäkäräinen \| |
| Arbitri:                           | Lehtinen A. Tallberg Kalliokoski O. Lilja Mäkäräinen |                                     |                 | |

| Seinäjoki 14 luglio 2013, ore 18:00 | Seinäjoki Crocodiles                                   | 13 – 48 (0-14 7-20 0-7 6-7) referto | Helsinki Roosters | Nordic Nutrients areena (450 spett.)\| Arbitri: \| Lamminsalo L. Lampinen M. Enonkoski Sipi J. Riihijarvi \| |
| Arbitri:                            | Lamminsalo L. Lampinen M. Enonkoski Sipi J. Riihijarvi |                                     |                   | |

| Vantaa 15 luglio 2013, ore 18:30 | Vantaan TAFT                                              | 23 – 19 (13-7 7-6 0-0 3-6) referto | Porvoon Butchers | Myyrmäen jalkapallostadion (402 spett.)\| Arbitri: \| Lamminsalo L. Lampinen K. Lahtinen J. Riihijarvi Lehtinen \| |
| Arbitri:                         | Lamminsalo L. Lampinen K. Lahtinen J. Riihijarvi Lehtinen |                                    |                  | |

#### 8ª giornata
| Porvoo 20 luglio 2013, ore 16:00 | Porvoon Butchers                                      | 30 – 12 (7-0 7-0 6-6 10-6) referto | Helsinki 69ers | Porvoon Keskuskenttä (355 spett.)\| Arbitri: \| Hautala Immonen K. Lahtinen A. Tallberg J. Riihijarvi \| |
| Arbitri:                         | Hautala Immonen K. Lahtinen A. Tallberg J. Riihijarvi |                                    |                | |

| Kouvola 21 luglio 2013, ore 18:00 | Kouvola Indians                                        | 13 – 47 (0-6 6-13 7-13 0-15) referto | Seinäjoki Crocodiles | Kuusankosken Urheilupuisto (338 spett.)\| Arbitri: \| Lamminsalo Kalliokoski O. Lilja J. Riihijarvi Lehtinen \| |
| Arbitri:                          | Lamminsalo Kalliokoski O. Lilja J. Riihijarvi Lehtinen |                                      |                      | |

| Helsinki 22 luglio 2013, ore 18:30 | Helsinki Roosters                                         | 35 – 21 (14-14 13-0 0-0 8-7) referto | Vantaan TAFT | Velodromo di Helsinki (453 spett.)\| Arbitri: \| Lehtinen L. Lampinen Kalliokoski J. Riihijarvi Mäkäräinen \| |
| Arbitri:                           | Lehtinen L. Lampinen Kalliokoski J. Riihijarvi Mäkäräinen |                                      |              | |

#### 9ª giornata
| Helsinki 28 luglio 2013, ore 18:00 | Helsinki 69ers                                    | 9 – 34 (0-0 0-14 9-6 0-14) referto | Helsinki Roosters | Velodromo di Helsinki (303 spett.)\| Arbitri: \| Mäkäräinen A. Tallberg O. Lilja Sipi M. Enonkoski \| |
| Arbitri:                           | Mäkäräinen A. Tallberg O. Lilja Sipi M. Enonkoski |                                    |                   | |

| Vantaa 28 luglio 2013, ore 18:00 | Vantaan TAFT                                       | 56 – 12 (21-6 21-6 0-0 14-0) referto | Kouvola Indians | Myyrmäen jalkapallostadion (254 spett.)\| Arbitri: \| Lamminsalo Immonen J. Vainio Kalliokoski T. Jansen \| |
| Arbitri:                         | Lamminsalo Immonen J. Vainio Kalliokoski T. Jansen |                                      |                 | |

| Helsinki 29 luglio 2013, ore 18:00 | Helsinki Wolverines                         | 44 – 10 (0-14 0-10 6-7 8-0) referto | Porvoon Butchers | Velodromo di Helsinki (215 spett.)\| Arbitri: \| Hautala Immonen Kalliokoski Sipi Mäkäräinen \| |
| Arbitri:                           | Hautala Immonen Kalliokoski Sipi Mäkäräinen |                                     |                  |                                                                                                 |

#### 10ª giornata
| Porvoo 3 agosto 2013, ore 16:00 | Porvoon Butchers                                   | 6 – 38 (6-7 0-21 0-0 0-10) referto | Helsinki Roosters | Porvoon Keskuskenttä (368 spett.)\| Arbitri: \| Hautala Immonen A. Tallberg J. Riihijarvi Lehtinen \| |
| Arbitri:                        | Hautala Immonen A. Tallberg J. Riihijarvi Lehtinen |                                    |                   | |

| Seinäjoki 3 agosto 2013, ore 16:00 | Seinäjoki Crocodiles                                     | 35 – 28 (14-7 14-7 7-14 0-0) referto | Helsinki Wolverines | Nordic Nutrients areena (486 spett.)\| Arbitri: \| A. Tahtinen H. Nikula K. Lahtinen Kalliokoski Mäkäräinen \| |
| Arbitri:                           | A. Tahtinen H. Nikula K. Lahtinen Kalliokoski Mäkäräinen |                                      |                     | |

| Helsinki 4 agosto 2013, ore 18:00 | Helsinki 69ers                                        | 45 – 7 (13-0 25-0 0-7 7-0) referto | Vantaan TAFT | Velodromo di Helsinki (217 spett.)\| Arbitri: \| Lamminsalo Immonen K. Lahtinen J. Riihijarvi Lehtinen \| |
| Arbitri:                          | Lamminsalo Immonen K. Lahtinen J. Riihijarvi Lehtinen |                                    |              | |

#### 11ª giornata
| Porvoo 10 agosto 2013, ore 16:00 | Porvoon Butchers                                | 41 – 22 (6-9 14-13 21-0 0-0) referto | Kouvola Indians | Porvoon Keskuskenttä (165 spett.)\| Arbitri: \| Lamminsalo Karppinen O. Tikkanen Sipi J. Vainio \| |
| Arbitri:                         | Lamminsalo Karppinen O. Tikkanen Sipi J. Vainio |                                      |                 | |

| Helsinki 10 agosto 2013, ore 17:00 | Helsinki 69ers                                     | 19 – 33 (0-6 13-7 0-13 6-7) referto | Seinäjoki Crocodiles | Velodromo di Helsinki (85 spett.)\| Arbitri: \| Hautala Immonen A. Tallberg Kalliokoski Mäkäräinen \| |
| Arbitri:                           | Hautala Immonen A. Tallberg Kalliokoski Mäkäräinen |                                     |                      | |

| Helsinki 11 agosto 2013, ore 18:00 | Helsinki Wolverines                                   | 60 – 20 (0-0 21-6 24-7 15-7) referto | Vantaan TAFT | Velodromo di Helsinki (307 spett.)\| Arbitri: \| Lamminsalo Hautala K. Lahtinen Kalliokoski Mäkäräinen \| |
| Arbitri:                           | Lamminsalo Hautala K. Lahtinen Kalliokoski Mäkäräinen |                                      |              | |

#### 12ª giornata
| Helsinki 17 agosto 2013, ore 17:00 | Helsinki 69ers                                     | 14 – 42 (7-14 0-3 0-19 7-6) referto | Helsinki Wolverines | Velodromo di Helsinki (112 spett.)\| Arbitri: \| Hautala Immonen A. Tallberg Kalliokoski K. Kivimaa \| |
| Arbitri:                           | Hautala Immonen A. Tallberg Kalliokoski K. Kivimaa |                                     |                     | |

| Kouvola 18 agosto 2013, ore 17:00 | Kouvola Indians                               | 26 – 61 (0-28 0-17 13-7 13-9) referto | Helsinki Roosters | Kuusankosken Urheilupuisto (233 spett.)\| Arbitri: \| Mäkäräinen Karppinen M. Enonkoski Sipi Vainio \| |
| Arbitri:                          | Mäkäräinen Karppinen M. Enonkoski Sipi Vainio |                                       |                   | |

| Vantaa 18 agosto 2013, ore 18:00 | Vantaan TAFT                                      | 30 – 45 (14-0 10-17 0-7 6-21) referto | Seinäjoki Crocodiles | Myyrmäen jalkapallostadion (353 spett.)\| Arbitri: \| Hautala Immonen A. Anttila Kalliokoski Lamminsalo \| |
| Arbitri:                         | Hautala Immonen A. Anttila Kalliokoski Lamminsalo |                                       |                      | |

### Classifica
La classifica della regular season è la seguente:
- PCT = percentuale di vittorie, G = partite giocate, V = partite vinte,  P = partite perse, PF = punti fatti, PS = punti subiti

| Pos. | Squadra              | PCT   | G  | V  | N | P | PF  | PS  |
| ---- | -------------------- | ----- | -- | -- | - | - | --- | --- |
| 1    | Helsinki Roosters    | 1.000 | 10 | 10 | 0 | 0 | 465 | 182 |
| 2    | Seinäjoki Crocodiles | .700  | 10 | 7  | 0 | 3 | 349 | 266 |
| 3    | Helsinki Wolverines  | .700  | 10 | 7  | 0 | 3 | 349 | 223 |
| 4    | Vantaan TAFT         | .600  | 10 | 6  | 0 | 4 | 329 | 266 |
| 5    | Porvoon Butchers     | .500  | 10 | 5  | 0 | 5 | 282 | 286 |
| 6    | Kouvola Indians      | .300  | 10 | 3  | 0 | 7 | 221 | 412 |
| 7    | Helsinki 69ers       | .100  | 10 | 1  | 0 | 9 | 150 | 349 |

## Playoff e playout

### Tabellone
|  | Semifinali | Semifinali           | Semifinali |                     |    | XXXIV Vaahterahmalja | XXXIV Vaahterahmalja | XXXIV Vaahterahmalja |  |
|  |            |                      |            |                     |    |                      |                      |                      |  |
|  | 1          | Helsinki Roosters    | 63         |                     |    |                      |                      |                      |  |
|  | 1          | Helsinki Roosters    | 63         |                     |    |                      |                      |                      |  |
|  | 4          | Vantaan TAFT         | 28         |                     |    |                      |                      |                      |  |
|  | 4          | Vantaan TAFT         | 28         |                     | 1  | Helsinki Roosters    | 52                   |                      |  |
|  |            |                      |            |                     | 1  | Helsinki Roosters    | 52                   |                      |  |
|  |            |                      | 3          | Helsinki Wolverines | 31 |                      |                      |                      |  |
|  | 2          | Seinäjoki Crocodiles | 3          | Helsinki Wolverines | 31 | 41                   |                      |                      |  |
|  | 2          | Seinäjoki Crocodiles |            |                     |    |                      |                      |                      |  |
|  | 3          | Helsinki Wolverines  | 49         |                     |    |                      |                      |                      |  |

### Semifinali
| Helsinki 24 agosto 2013, ore 15:00 | Helsinki Roosters                                | 63 – 28 (7-0 35-13 14-0 7-15) referto | Vantaan TAFT | Velodromo di Helsinki (412 spett.)\| Arbitri: \| Hautala Immonen L. Vainio Kalliokoski Mäkäräinen \| |
| Arbitri:                           | Hautala Immonen L. Vainio Kalliokoski Mäkäräinen |                                       |              | |

| Seinäjoki 25 agosto 2013, ore 18:15 | Seinäjoki Crocodiles                                  | 41 – 49 (13-7 13-28 7-8 8-6) referto | Helsinki Wolverines | Nordic Nutrients areena (813 spett.)\| Arbitri: \| Lamminsalo A. Anttila Sipi J. Riihijarvi M. Enonkoski \| |
| Arbitri:                            | Lamminsalo A. Anttila Sipi J. Riihijarvi M. Enonkoski |                                      |                     | |

### XXXIV Vaahteramalja
| Arbitri: | Hautala Immonen A. Anttila Kalliokoski Lamminsalo |

| |           | |
| Peyton 11':52" Q1 (TD) 80yd kickoff return I. Laitinen Q1 (pat) R. Johnson 4':37" Q1 (TD) 1yd run I. Laitinen Q1 (pat) R. Ciasulli 0':59" Q1 (TD) 9yd pass from R. Johnson I. Laitinen 0':00" Q2 (FG) 22yd Hollis 7':42" Q3 (TD) 50yd pass from R. Johnson K. Linnainmaa Q3 (tpc) pass from R. Johnson A. Kuronen 4':21" Q3 (TD) 15yd pass from R. Johnson I. Laitinen Q3 (pat) R. Johnson 10':40" Q4 (TD) 1yd run I. Laitinen Q4 (pat) R. Johnson 3':45" Q4 (TD) 8yd run I. Laitinen Q4 (pat) | Marcatori | Sagne 3':18" Q1 (TD) 56yd pass from C. Johnson P. Yli-Kujala Q1 (pat) C. Johnson 0':48" Q2 (TD) 21yd run P. Yli-Kujala Q2 (pat) P. Yli-Kujala 7':52" Q3 (FG) 26yd Sagne 7':27" Q3 (TD) 74yd pass from C. Johnson P. Yli-Kujala Q3 (pat) T. Mankki 6':08" Q4 (TD) 26yd pass from Brescacin P. Yli-Kujala Q4 (pat) |

## Verdetti
- Helsinki Roosters Campioni della Finlandia 2013

## Marcatori
| Giocatore     | Sq.                  | TD rush | TD recv | TD int | TD p.ret | TD k.ret | TD oth | Xp1   | Xp2 | FG  | Saf | Totale |
| ------------- | -------------------- | ------- | ------- | ------ | -------- | -------- | ------ | ----- | --- | --- | --- | ------ |
| Crawford      | Seinäjoki Crocodiles | 21+3    | 4+1     | 0      | 0        | 1        | 0      | 0     | 1   | 0   | 0   | 182    |
| A. Privott    | Vantaan TAFT         | 0       | 16+2    | 0      | 0        | 2        | 0      | 0     | 0   | 0   | 0   | 120    |
| I. Laitinen   | Helsinki Roosters    | 0       | 5+1     | 0      | 0        | 0        | 0      | 46+14 | 0   | 4+1 | 0   | 117    |
| S. Stokes     | Helsinki Wolverines  | 13      | 0+1     | 0      | 0        | 0        | 0      | 0     | 3   | 0   | 0   | 90     |
| Brescacin     | Helsinki Wolverines  | 0       | 8+4     | 0      | 0        | 0        | 0      | 0     | 0+1 | 0   | 0   | 74     |
| 2 giocatori   | 66                   |         |         |        |          |          |        |       |     |     |     |        |
| C. McCrea     | Helsinki 69ers       | 9       | 1       | 0      | 0        | 0        | 0      | 0     | 1   | 0   | 0   | 62     |
| R. Ciasulli   | Helsinki Roosters    | 0       | 7+3     | 0      | 0        | 0        | 0      | 0     | 0   | 0   | 0   | 60     |
| Hollis        | Helsinki Roosters    | 0       | 3+2     | 0      | 1        | 1+1      | 0      | 0     | 0   | 0   | 0   | 48     |
| R. Brown jr.  | Seinäjoki Crocodiles | 2       | 3       | 0      | 1        | 0        | 0      | 0     | 4+1 | 0   | 0   | 46     |
| 3 giocatori   | 42                   |         |         |        |          |          |        |       |     |     |     |        |
| 2 giocatori   | 38                   |         |         |        |          |          |        |       |     |     |     |        |
| Kalpio        | Helsinki Wolverines  | 0       | 0       | 0      | 0        | 0        | 0      | 24+1  | 0   | 4   | 0   | 37     |
| 3 giocatori   | 36                   |         |         |        |          |          |        |       |     |     |     |        |
| K. Linnainmaa | Helsinki Roosters    | 0       | 5       | 0      | 0        | 0        | 0      | 0     | 0+1 | 0   | 0   | 32     |
| 2 giocatori   | 30                   |         |         |        |          |          |        |       |     |     |     |        |
| 2 giocatori   | 26                   |         |         |        |          |          |        |       |     |     |     |        |
| 4 giocatori   | 24                   |         |         |        |          |          |        |       |     |     |     |        |
| 2 giocatori   | 22                   |         |         |        |          |          |        |       |     |     |     |        |
| A. Olin       | Vantaan TAFT         | 0       | 0       | 0      | 0        | 0        | 0      | 1     | 0   | 4+2 | 0   | 19     |
| 6 giocatori   | 18                   |         |         |        |          |          |        |       |     |     |     |        |
| P. Yli-Kujala | Helsinki Wolverines  | 0       | 0       | 0      | 0        | 0        | 0      | 6+4   | 0   | 1+1 | 0   | 16     |
| Olney         | Kouvola Indians      | 0       | 1       | 0      | 0        | 0        | 0      | 7     | 1   | 0   | 0   | 15     |
| 2 giocatori   | 14                   |         |         |        |          |          |        |       |     |     |     |        |
| J. Heinisalo  | Kouvola Indians      | 0       | 1       | 0      | 0        | 0        | 0      | 7     | 0   | 0   | 0   | 13     |
| 11 giocatori  | 12                   |         |         |        |          |          |        |       |     |     |     |        |
| J. Luiro      | Vantaan TAFT         | 0       | 1       | 0      | 0        | 0        | 0      | 0     | 0+1 | 0   | 0   | 8      |
| V. Jarvio     | Seinäjoki Crocodiles | 0       | 0       | 0      | 0        | 0        | 0      | 7     | 0   | 0   | 0   | 7      |
| 18 giocatori  | 6                    |         |         |        |          |          |        |       |     |     |     |        |
| V. Kallio     | Helsinki 69ers       | 0       | 0       | 0      | 0        | 0        | 0      | 3     | 1   | 0   | 0   | 5      |
| T. Maki       | Seinäjoki Crocodiles | 0       | 0       | 0      | 0        | 0        | 0      | 4     | 0   | 0   | 0   | 4      |
| 5 giocatori   | 2                    |         |         |        |          |          |        |       |     |     |     |        |
| 2 giocatori   | 1                    |         |         |        |          |          |        |       |     |     |     |        |

- Miglior marcatore della stagione regolare: Crawford ( Seinäjoki Crocodiles), 158
- Miglior marcatore dei playoff: Brescacin ( Helsinki Wolverines), 26
- Miglior marcatore della stagione: Crawford ( Seinäjoki Crocodiles), 182

## Passer rating
La classifica tiene in considerazione soltanto i quarterback con almeno 10 lanci effettuati.
| Giocatore     | Sq.                  | G   | Att    | Comp   | Int  | Yds      | TD   | NFL    | NCAA   |
| ------------- | -------------------- | --- | ------ | ------ | ---- | -------- | ---- | ------ | ------ |
| R. Johnson    | Helsinki Roosters    | 7+2 | 247+75 | 152+52 | 5+1  | 2106+653 | 28+9 | 121,12 | 169,52 |
| E. Matikainen | Helsinki Roosters    | 6+1 | 44+8   | 27+4   | 6+0  | 371+26   | 8+1  | 83,57  | 157,78 |
| S. Adams      | Seinäjoki Crocodiles | 3+1 | 81+38  | 42+23  | 3+1  | 680+198  | 6+2  | 89,53  | 139,41 |
| C. Johnson    | Helsinki Wolverines  | 8+2 | 198+45 | 93+28  | 10+0 | 1469+495 | 12+7 | 86,17  | 135,26 |
| R. Brown jr.  | Seinäjoki Crocodiles | 6   | 120    | 64     | 5    | 988      | 9    | 86,75  | 132,06 |
| S. Stokes     | Helsinki Wolverines  | 5   | 20     | 10     | 0    | 131      | 2    | 104,38 | 138,02 |
| Kadmiry       | Vantaan TAFT         | 9+1 | 252+42 | 125+19 | 8+2  | 1803+236 | 26+2 | 89,37  | 131,86 |
| B. Ashburn    | Porvoon Butchers     | 8   | 271    | 152    | 6    | 1759     | 20   | 91,24  | 130,54 |
| H. Kauhanen   | Kouvola Indians      | 4   | 62     | 24     | 3    | 310      | 3    | 51,14  | 87,00  |
| Givens        | Kouvola Indians      | 5   | 121    | 53     | 6    | 458      | 5    | 47,47  | 79,32  |
| C. McCrea     | Helsinki 69ers       | 8   | 75     | 26     | 5    | 341      | 4    | 39,92  | 77,13  |
| J. Thomas     | Helsinki 69ers       | 9   | 130    | 48     | 11   | 506      | 4    | 24,07  | 62,85  |

- Miglior QB della stagione regolare: R. Johnson ( Helsinki Roosters), 166,52
- Miglior QB dei playoff: C. Johnson ( Helsinki Wolverines), 205,96
- Miglior QB della stagione: R. Johnson ( Helsinki Roosters), 169,52